# Жеглиговски Камен
Жеглиговски Камен или Костоперски Камен је импозантна базалтна стена вулканског порекла близу места Младо Нагоричане, где је некад било насеље из бакарног доба (4 и 5 век пре нове ере). Налази се 9 км источно од града Куманова. У прошлости овде је било око 40 цркава, од којих је данас остало неколико њих. Због тога је то подручје било названо Мала Света Гора.

## Галерија
- Православна црква Свете Параскеве у подножју Жеглиговског камена.
- Плато Жеглиговског камена.
- Плато Жеглиговског камена.
- Плато Жеглиговског камена.